# Kiowa (Kansas)
Kiowa ist ein Dorf an der Grenze zu Oklahoma im US-Bundesstaat Kansas im Barber County. Das U.S. Census Bureau hat bei der Volkszählung 2020 eine Einwohnerzahl von 902 ermittelt. Die Koordinaten sind 37°1'3" Nord 98°29'5" West. Kiowa liegt am Medicine Lodge River, einem Nebenfluss des Arkansas River.

## Geschichte
Kiowa wurde 1893 von den Cherokee gegründet. Heute erinnert ein Museum an die Zeit.

## Sehenswürdigkeiten
Sehenswürdigkeiten in Kiowa sind ein altes Rathaus, ein altes Feuerwehrhaus, das in ein Museum umgewandelt wurde, ein altes Gefängnis und eine alte Eisenbahnstation.